# Pasing

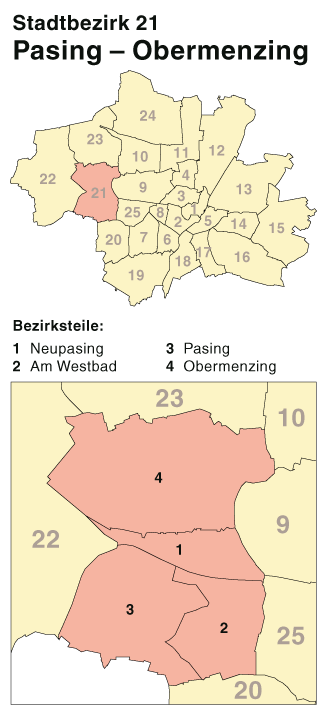
Lage des Stadtbezirks Pasing-Obermenzing innerhalb Münchens

Pasing ist ein Münchner Stadtteil, der seit der Neuordnung der Stadtbezirke zusammen mit Obermenzing den Stadtbezirk 21 Pasing-Obermenzing bildet. Pasing, das bis zur 1938 erfolgten zwangsweisen Eingemeindung nach München selbständige Stadt war, war ein Zentrum des damaligen Bezirks München. Bis heute zeichnet sich Pasing durch ein eigenes Selbstbewusstsein und eine von München fast unabhängige Infrastruktur aus.

## Lage
Pasing liegt im Westen der Landeshauptstadt beidseits des Bahnkörpers München-Pasing bis München Hbf. Im Osten grenzt es entlang der Willibaldstraße an Laim. Südlich trennen es Felder und Wiesen von der Blumenau und Lochham. Nach Westen wird es von den Bahnstrecken München–Garmisch-Partenkirchen und München–Augsburg von Lochham und Aubing getrennt. Nördlich grenzt der Stadtteil schließlich an Obermenzing.

## Geschichte

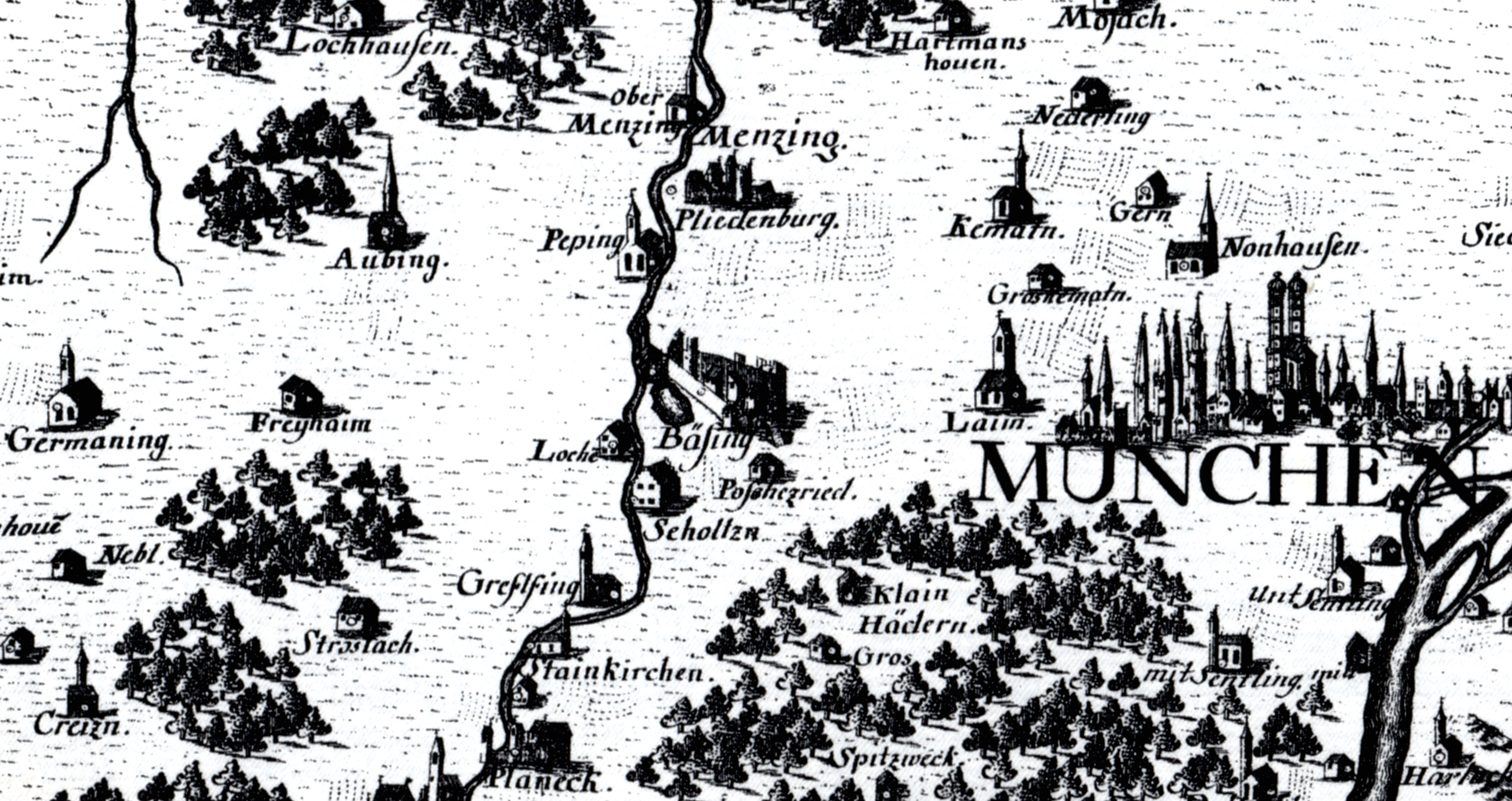
Bäsing um 1560 auf der Landtafel des Philipp Apian

Die Stadtteilgeschichte von München Pasing lässt sich in die folgenden Abschnitte einteilen.

### Anfänge bis 1803

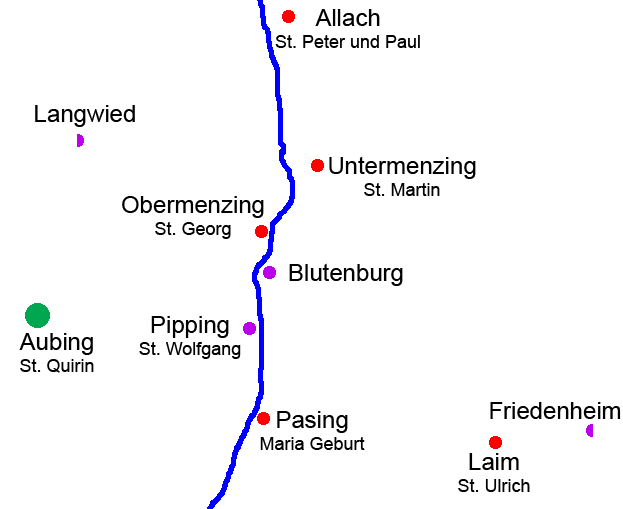
Die Aubinger Pfarrei vom Mittelalter bis ins 19. Jahrhundert. In der Konradinischen Matrikel von 1315 erwähnte Filialen in rot, später erwähnte in violett, die Würm in blau. Langwied und Friedenheim gehörten teilweise zur Pfarrei. Von St. Quirin bis St. Ulrich (Laim) sind es gut 6,5 km Luftlinie.

Pasing wurde am 29. Juni 763 – und damit fast 400 Jahre vor München – erstmals als villa Pasingas urkundlich erwähnt. Der Name Pasing leitet sich vom Eigennamen eines Poaso/Poso oder Paoso/Paso ab. Ausgrabungen lassen eine ununterbrochene Siedlungskontinuität von der Bronzezeit an wahrscheinlich erscheinen.
Im Jahr 1158 verlagerte Heinrich der Löwe gewaltsam die Salzstraße weg von Oberföhring in Richtung Süden. Dadurch gewann die Würmquerung bei Pasing an Bedeutung. Zwei wichtige Wegverbindungen kreuzten sich bei Pasing: München-Schwaben in Ost-West-Richtung und Dachau-Starnberg in Nord-Süd-Richtung.
Über Pasing im Mittelalter gibt es nur spärlich Nachrichten und Zeugnisse. Mehrere Klöster, u. a. das Kloster Scharnitz-Schlehdorf, das Kloster Schäftlarn sowie das Kloster Benediktbeuern konnten Grundbesitz in Pasing erwerben. Maßgeblichen Einfluss hatte jedoch der Freisinger Bischof. Die Lehensrührigkeit des Hochstifts Freising blieb bis zur Säkularisation 1803 bestehen. Die Ministerialen hatten ihren Sitz auf dem sogenannten Wasserschloss, einer von der Würm umfluteten burgähnlichen Befestigung.
Aber auch dem bayerischen Kurfürstenhaus gelang es, mit der Lehenshoheit über eine kleinere Vogtei, eine Mühle sowie eine Taferne bedeutende Punkte Pasings an sich zu bringen. In der Prozessakte des Andre Reitmor vor dem Reichskammergericht 1557 taucht die erste bildliche Darstellung Pasings auf; sie zeigt einen zentralen Ort an der Handelsstraße von Landsberg am Lech nach München. Seit dem 16. Jahrhundert wird Pasing als Hofmark mit einer eigenen niedrigen Gerichtsbarkeit in den Urkunden erwähnt bzw. in den Akten geführt. Lehensträger der Hofmark Pasing waren nicht nur adelige herzoglich-kurfürstliche Beamte, zum Beispiel aus den Familien Schwarzenberg, Neuburger und Berchem, sondern auch Münchner Patrizier, so dass bald eine enge Beziehung zu München entstand.

### 1803 bis 1918

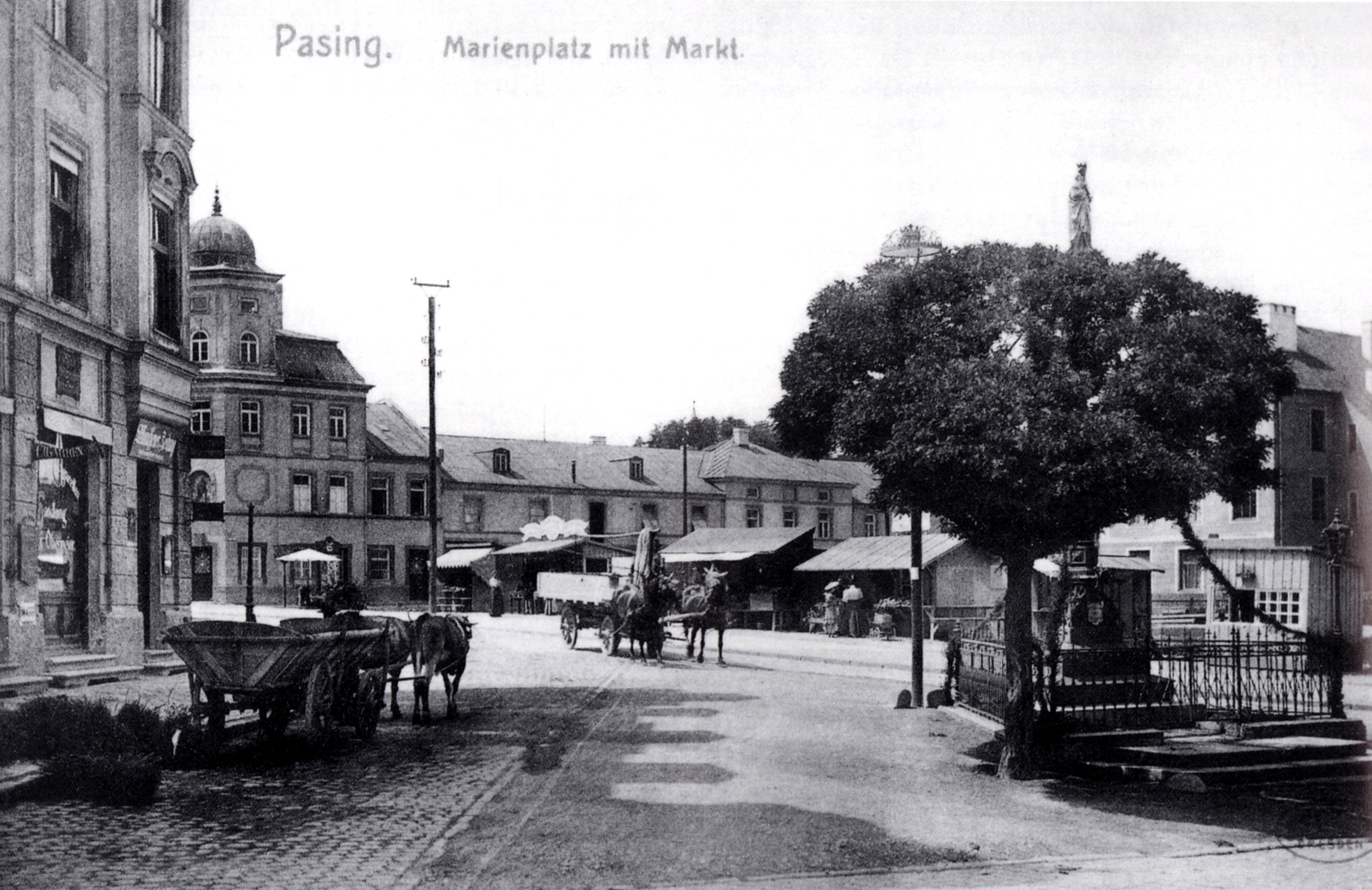
Pasinger Marienplatz um 1900

Die überschuldete Familie Berchem veräußerte 1814 den Hofmarkbesitz an die Zivilliste König Max I. Josephs; somit wurde das Wasserschloss Besitz des Hauses Wittelsbach. Nachdem es 1817 an Prinz Carl übergegangen war, wurde es abgerissen und am südlichen Ortsrand ein Landsschlößlein errichtet, das 1869 zum heutigen Schloss Gatterburg erweitert wurde. Mit der neuen Landgerichtseinteilung 1802, mit dem Pasing zum Landgericht München, dem Vorläufer des heutigen Landkreises München, zugeordnet wurde, und der Erhebung zur eigenständigen Gemeinde mit eigenem Patrimonialgericht 1818 war die alte politische Ordnung als Hofmark überwunden. Die Patrimonialgerichtsbarkeit samt hofmärkischem Grundbesitz und Schlösschen ging 1834 an Ritter Felix von Hilz und 1840 an Freiherrn Karl von Beck. Beide gehörten zum neuadeligen Besitzbürgertum, für die ihr Pasinger Besitz in erster Linie Spekulationsobjekt war. So entstanden erste Industriebetriebe, von denen die 1842/43 eröffnete Maschinen-Papierfabrik Beck’s für lange Zeit die größte war. Neben den für die Münchner Region ansehnlichen Industriebetrieben blieb Pasing jedoch auch landwirtschaftlich geprägt.
Die Eröffnung der zweiten bayerischen Eisenbahnlinie München–Augsburg 1840 beeinflusste die Entwicklung Pasings nachhaltig. Bereits 1854 wurde ein Empfangsgebäude errichtet, das eine Bretterbude als Haltepunkt ersetzte. Gleichzeitig entwickelte sich Pasing durch die Einbindung der Schienenverbindungen u. a. von Gauting (seit 16. Juli 1854), Starnberg (seit 28. November 1854), Buchloe (seit 1874) und Herrsching (seit 1903) Richtung München Hauptbahnhof zum Stern im Eisenbahnnetz um München. Handel, Gewerbe und Industrie wurden zum nicht geringen Teil durch die restriktive Wirtschaftspolitik Münchens nach Pasing weggetrieben. Das Spektrum reichte von der Hopfenhandlung Joachim Fromm, den Holzhandlungen Fritz Berne sowie Gebrüder Freundlich, über Schuhfabriken bis zur Glühfadenproduktion. 1891 entstand die Schuhfabrik Regensteiner, 5 Jahre später die Schuhfabrik Heymann (heute Pasinger Fabrik). Der Zuzug war enorm, die Wohnsituation für die Arbeiter war vielfach erbärmlich. Es entstand eine Pasinger Arbeiterbewegung und Genossenschaftswohnbau. Bereits am 16. Juli 1891 war in Pasing die Freiwilligen Sanitätskolonne Pasing gegründet worden (heute die zweitälteste Bereitschaft in München). Der Bezirk München, der heutige Landkreis München, förderte immer mehr Einrichtungen, vor allem Schulen.
Zugleich mit dem wirtschaftlichen Aufschwung und der verkehrstechnisch guten Erreichbarkeit aus der Münchner Innenstadt entstanden bedingt für die Zeit am Ende des 19. Jahrhunderts neuartige Gartenstädte nördlich des Bahnkörpers, der damit die Exklusivität der Villenkolonien sicherte. Die ab 1892 zeitgleich mit der Villenkolonie Gern entstandene Villenkolonie Pasing I und ab Mitte der 1890er Jahre die Villenkolonie Pasing II wurden vom Münchner Bürgertum und vor allem auch von Künstlern und Architekten dankbar angenommen. Gleichzeitig wurde Pasing als Ausflugsziel und auch als Ausgangspunkt zu Wallfahrten und Spaziergängen Richtung Maria Eich populär.
Pasing wurde wohlhabend und begann mit dem Ausbau zur Stadt im Sinne des 19. Jahrhunderts. Bauernhäuser wichen den Neubauten eines eigenständigen Postamts, eines Feuerwehrhauses und von Schulen. 1901 eröffnete Emil Neuburger vis-a-vis dem Bahnhof das „Pasinger Kaufhaus“. Die Verkehrsinfrastruktur verbesserte sich durch Pflasterung erheblich. Allerdings verschuldete sich Pasing in nicht unerheblichem Maße.
Die Distriktsgemeinde München links der Isar, eine Vorgängerin des heutigen Landkreises München, wählte Pasing zu ihrem Zentrum für den westlichen Landkreis. So entstand 1884 das Asyl und Krankenhaus des Distrikts links der Isar, das spätere Kreiskrankenhaus Pasing, heute Klinikum München Pasing.

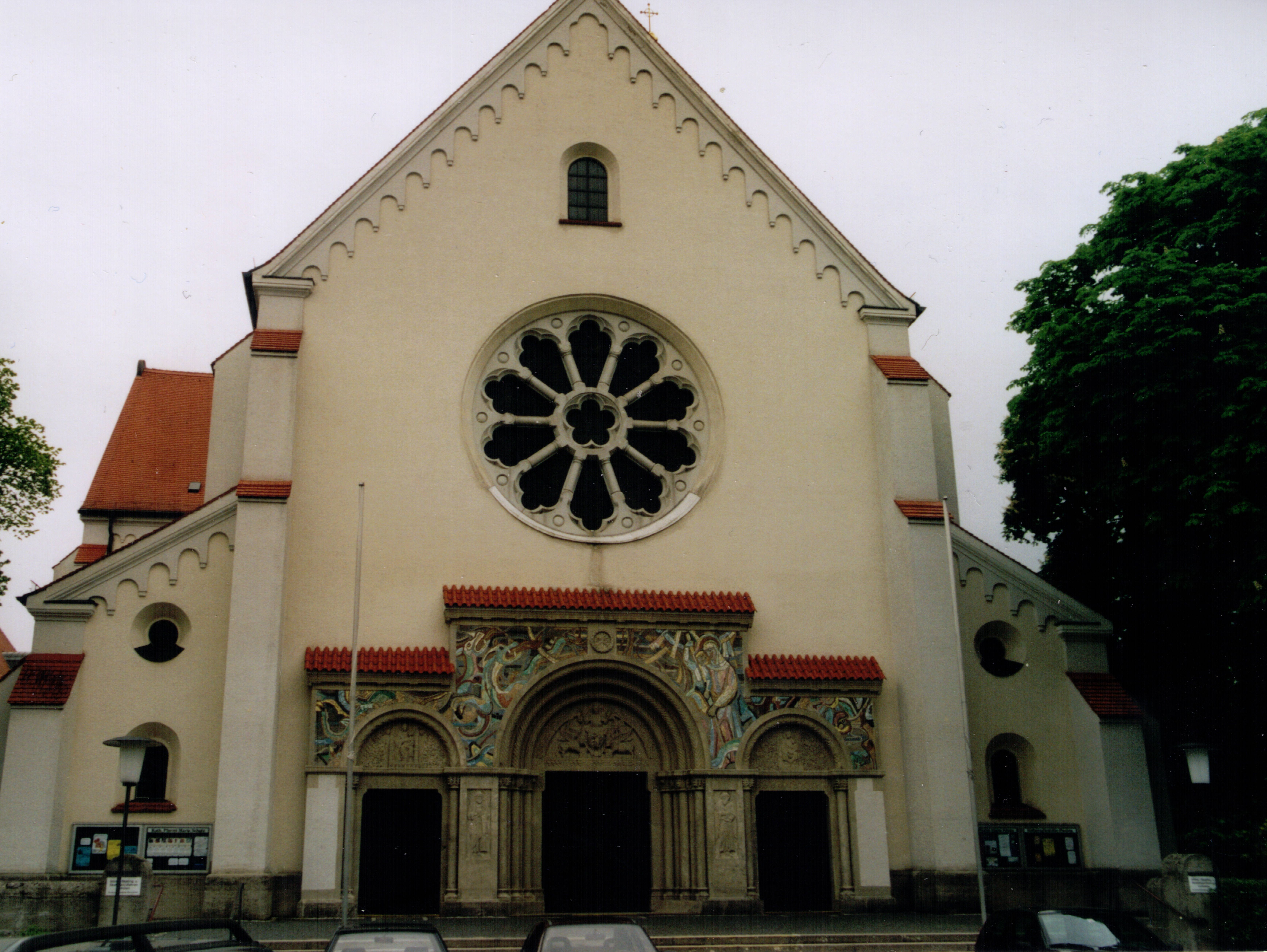
Westwerk der Katholischen Stadtpfarrkirche Maria Schutz

Seit 1903 waren die Gruppierungen in der Mehrheit, die eine Erhebung Pasings zur Stadt forderten. Grund war wohl die Befürchtung einer Eingemeindung in die königliche Haupt- und Residenzstadt München. Diese wurden noch genährt, nachdem die Pasinger Nachbargemeinden Nymphenburg 1899 und Laim 1900 nach München eingemeindet wurden. So forcierte man nun die Stadterhebung Pasings. Nachdem ein entsprechender Beschluss des Gemeindeausschusses vom 18. Mai 1904 von der Versammlung sämtlicher stimmberechtigter Gemeindebürger am 22. Juni 1904 angenommen worden war, erhob das kgl. Staatsministerium des Innern in einer Entschließung vom 8. November 1904 Pasing zum 1. Januar 1905 zur Stadt. Weitere Neubauten wie das 1909/10 erbaute Progymnasium (heute Karlsgymnasium) oder die 1906 bis 1918 errichtete Katholische Stadtpfarrkirche Maria Schutz von Hans Schurr waren wie auch das 1908 verliehene Stadtwappen Symbole des neuen städtischen Stolzes.
Pasing war auch Sitz der königlichen Kunstgewerbeschule München, die 1868 gegründet und 1946 in die Kunstakademie München eingegliedert wurde. Direktor der Kunstgewerbeschule war von 1913 bis 1924 der Jugendstilkünstler, Architekt und Professor Richard Riemerschmid. 1910 erhielt Pasing eine Lehrerbildungsanstalt (heute Teil der Hochschule für angewandte Wissenschaften München).

### 1919 bis 1945
Diese Zeit war geprägt vom Kampf um Eigenständigkeit, begann nach dem Ende des Ersten Weltkrieges und währte bis zur Zwangseingemeindung anno 1938. Der Erste Weltkrieg beendete die Aufwärtsentwicklung Pasings. Projekte wie die einer Städtischen Kanalisation oder eines Rathauses konnten nicht weiterverfolgt werden. Ein Jahr früher als München konnte das Städtische Wirtschaftsamt der Stadt Pasing die Lebensmittelversorgung regeln. Auch führte die Einführung eines Pasinger Notgeldes 1918 zu einer gewissen wirtschaftlichen Beruhigung. Am 7. April 1919 übernahm ein „Revolutionärer Arbeiterrat“ die Macht, der aber zwölf Tage später zurücktrat – ohne dass es zu Blutvergießen kam – und sich für „die übereilte Absetzung“ der Städtischen Organe entschuldigte.
In den 1920er Jahren wurden unter dem 1. Bürgermeister Alois Stephan Wunder, der seit 1914 an der Spitze der Stadt stand, die Investitionen in Infrastruktur und Stadtbild vorangetrieben, eigene Stadt- und Gaswerke gegründet, die schulische Infrastruktur weiter ausgebaut. 1925 gab es Bemühungen, kreisfrei zu werden. Hierin sah man einen besseren Schutz vor der drohenden Eingemeindung in die Landeshauptstadt München. Doch entsprechende Anträge wurden abgelehnt. Jedoch durfte der 1. Bürgermeister den Titel „Oberbürgermeister“ führen.
Nach der nationalsozialistischen Machtübernahme 1933 wurde es immer schwieriger, die Eigenständigkeit Pasings zu bewahren. Der Ausbau Münchens zur „Hauptstadt der Bewegung“ machte Eingemeindungen im größeren Stil unumgänglich, denn die Nazis wollten München nach Fläche und Einwohnerzahl zu einer der größten Städte des Reiches machen. Durch geschickte Verhandlungsführung erreichte Wunder, NSDAP-Mitglied seit dem 1. Mai 1937, die Verzögerung der Eingemeindung um ein Jahr und die vertraglich zugesicherte „volks- und ortsnahe Verwaltung“. Dadurch gelang es Pasing als einziger Eingemeindung, eine eigene Bezirksverwaltung zu erhalten, die direkt dem Münchner Oberbürgermeister unterstellt war. Mit Vertrag vom 8. Januar 1938 wurde Pasing mit Wirkung zum 1. April 1938 vom Bezirksamt München abgetrennt und nach München eingemeindet.

### Nach 1945
1949 versuchte eine Bürgerinitiative, Pasing durch Ausgemeindung wieder aus dem Verbund mit München zu lösen und zur eigenständigen Stadt zu erheben. Dieser Versuch scheiterte allerdings, da der Stadt München kein Vertragsbruch, sondern Vertragstreue nachgewiesen werden konnte. Am 31. März 2005 wurden die Bestimmungen des Eingemeindungsvertrags vom 8. Januar 1938 auf Wunsch des Münchner Oberbürgermeisters Christian Ude durch den Stadtrat aufgelöst und damit die vollständige Eingliederung Pasings nach München, die bereits in der nationalsozialistischen Zeit angestrebt war, vollzogen.
1967 schoss Helmut Winter (1919–2013) zusammen mit Mitstreitern in Pasing Kartoffelknödel auf Starfighter der Luftwaffe. Über diese von den Medien als Knödelkrieg („big dumpling war“) bezeichnete Aktion wurde überregional und zum Teil international berichtet. So erreichte Helmut Winter eine Änderung der von der Luftwaffe benutzten Flugschneisen.

## Wappen der ehemaligen Stadt Pasing
Nachdem Pasing 1905 zur Stadt erhoben worden war, verlieh das kgl. Staatsministerium des Innern am 20. Juli 1908 ein eigenes Stadtwappen, das von Otto Hupp entworfen worden war.
Beschreibung: In Rot ein silberner Zinnenturm auf einer grünen, von einem silbernen Fluss umfluteten Insel.
Das Wappen basiert auf Elementen des Familienwappens der einstigen Hofmarkherrschaft Berchem.
Seit der Eingemeindung in die Stadt München 1938 besitzt der Stadtrat der Landeshauptstadt München sämtliche Rechte zur Verwendung und Führung des Wappens. Es ist dennoch in Pasing noch häufig anzutreffen und findet bei vielen Traditionsvereinen Verwendung.

## Politik
Der Bezirksausschuss von Pasing-Obermenzing wurde zuletzt am 15. März 2020 gewählt.
Die Sitzverteilung lautet wie folgt:
| Partei/Liste | Bündnis 90/Die Grünen | CSU | SPD | ÖDP/Freie Wähler | FDP | AfD | Gesamt |
| Sitze        | 11                    | 10  | 6   | 2                | 1   | 1   | 31     |

Die CSU stellt den Bezirksausschuss-Vorsitzenden Frieder Vogelsgesang. Die Wahlbeteiligung lag bei 54,0 Prozent.

## Bevölkerung
Am 31. Dezember 1991 zählte Pasing 39.723 Einwohner und zog sich über eine Fläche von 1.074 Hektar, am 31. Dezember 2017 43.441 Einwohner. Über die Größe Pasings gab es seit 1991 keine getrennten Angaben mehr, da es seitdem zusammen mit Obermenzing erfasst wurde.
Die Sozial-, Alters- und Haushaltsstruktur besitzt keine Auffälligkeiten. Alle Bevölkerungsschichten sind in Pasing heimisch und keine dominiert, was in der eigenständigen Stadtentwicklung begründet liegt.

## Wirtschaft
Pasing zeichnet sich durch eine ausgewogene Wirtschaftsstruktur aus. Die Verteilung der 21.000 Arbeitsplätze auf das produzierende Gewerbe, Handel, Verkehr und die übrigen Wirtschaftsbereiche ist gleichmäßig. Ein Schwerpunkt auf einem Gewerbebereich existiert nicht. Neben dem vielfältigen Angebot im Ortskern existiert das Einkaufszentrum Pasing Arcaden.

## Verkehr

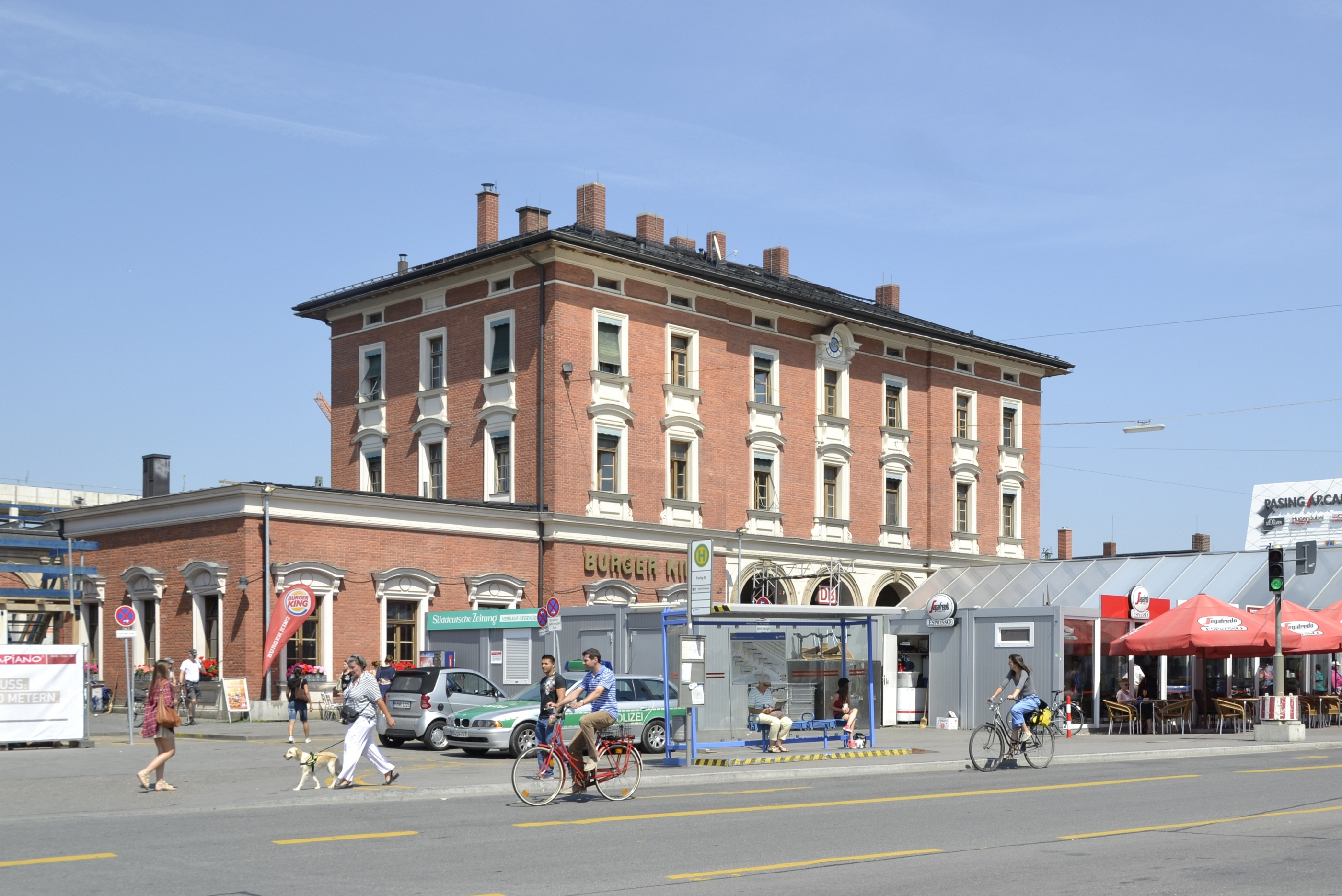
Empfangsgebäude des Bahnhofs München-Pasing (Südseite)

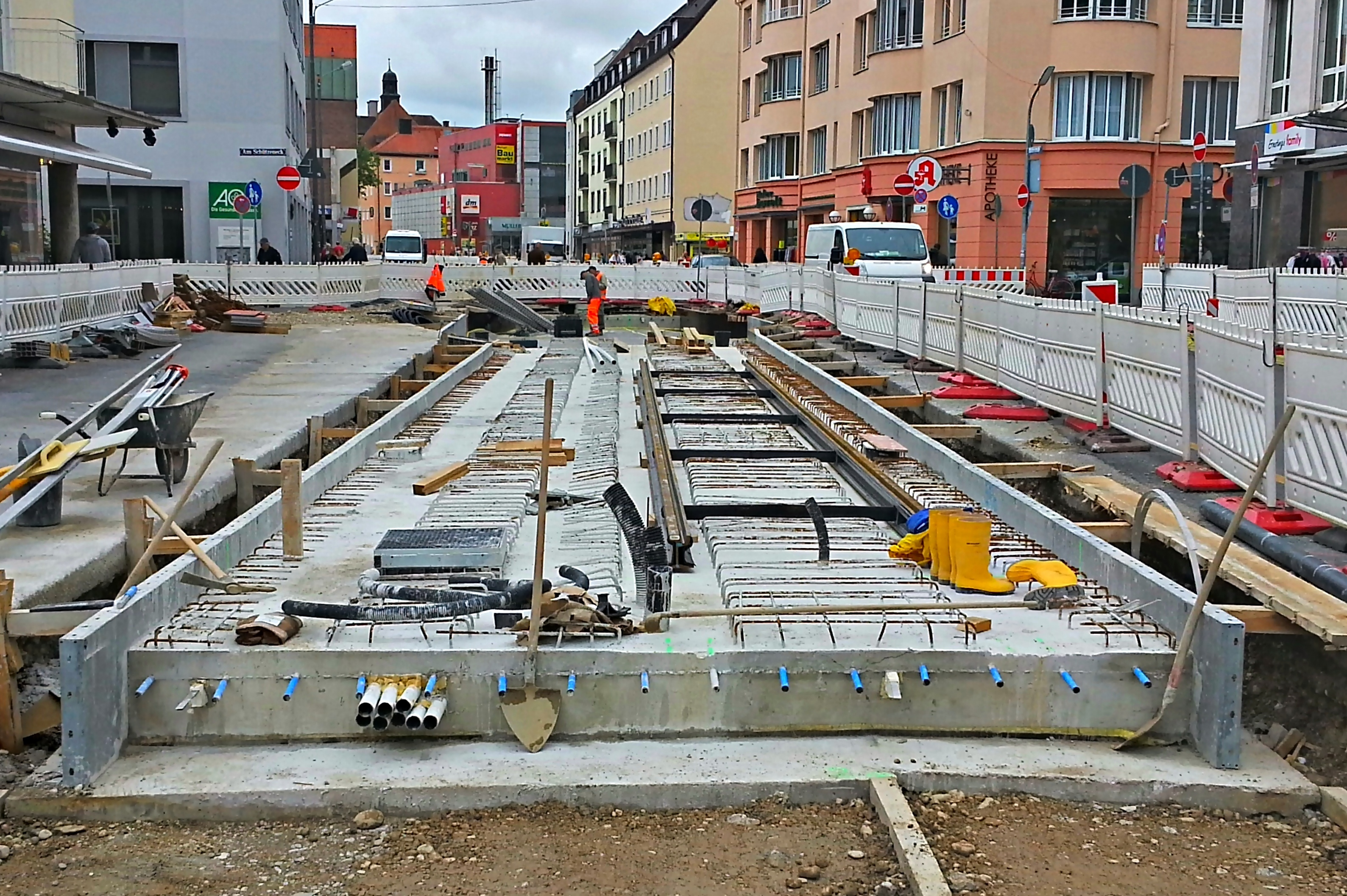
Neuverlegung eines Straßenbahngleises in der Bäckerstraße (2013)

Im Individualverkehr ist Pasing vor allem durch die Achse Bodenseestraße–Landsberger Straße, die als West-Ost-Achse Teil der alten Handelsstraße von Landsberg am Lech nach München und heute Teil der Bundesstraße 2 ist, und durch die Planegger Straße geprägt, die als Nord-Süd-Achse den Stadtteil erschließt. Etwas westlich vom Zentrum, dem Pasinger Marienplatz, verbindet die Maria-Eich-Straße Pasing mit Gräfelfing und in deren Verlängerung nördlich der Bodenseestraße die Lortzingstraße Pasing mit Obermenzing.
Zur Entlastung des Zentrums von Pasing und dessen fußgängerfreundlicher Gestaltung wurde die B 2 verschwenkt und über die Nordumgehung Pasing (Josef-Felder-Straße) geleitet. Diese neue Umgehungsstraße, deren Bau 2008 begonnen wurde, wurde im Jahr 2012 für den Verkehr freigegeben.
Im ÖPNV ist in Pasing der Bahnhof München-Pasing als Fernbahnhof mit ICE-Systemhalt sowie als westlicher Beginn der S-Bahn-Stammstrecke von Bedeutung. Gleichzeitig ist die 1908 eröffnete Trambahn München–Pasinger Marienplatz, die heute von der Trambahnlinie 19 bedient wird, wichtig. 2014 wurde die Tramstrecke um rund 800 Meter verlängert, seither fährt die Tram direkt bis zum Pasinger Bahnhofsplatz, zahlreiche Buslinien bedienen diesen ebenfalls. Die Verlängerung der U5 zum Bahnhof München-Pasing war seit Beginn des U-Bahn-Zeitalters fest eingeplant, mehrere Stadtratsbeschlüsse, zuletzt aus dem Jahr 2005, bestätigten den Beschluss, diese Strecke zu realisieren. Ein Baubeginn wurde wegen Zweifeln an der Wirtschaftlichkeit und dem verkehrlichen Nutzen aber immer wieder verschoben. Am 14. Juli 2015 beschloss der Stadtrat nun den Bau der U5 nach Pasing mit einer breiten Mehrheit. Der Baubeginn der Strecke soll nach derzeitigen Planungen 2021 erfolgen. Durch die Diskussion um die ÖPNV-Anbindung des neuen Stadtteils Freiham, welcher per Tram – oder gar U-Bahn – via Pasing erschlossen werden soll, wurde das Thema in der Öffentlichkeit gehalten.
Öffentliche Parkflächen für Wohnmobile, Busse und Anhänger stehen in der Silberdistel- und Paosostraße allen privaten Fahrzeuginhabern zur Verfügung und entlasten so das Zentrum vom stehenden Individualverkehr.

## Öffentliche Einrichtungen
- Kulturzentrum Pasinger Fabrik
- Bürgerzentrum Rathaus Pasing im Pasinger Rathaus
- Klinikum München Pasing der HELIOS Kliniken GmbH (vormals Kreiskrankenhaus München-Pasing)
- Alfons-Hoffmann-Altenheim
- Westbad mit Sommerbad an der Weinbergerstraße 11.

## Schulen und Bildungseinrichtungen

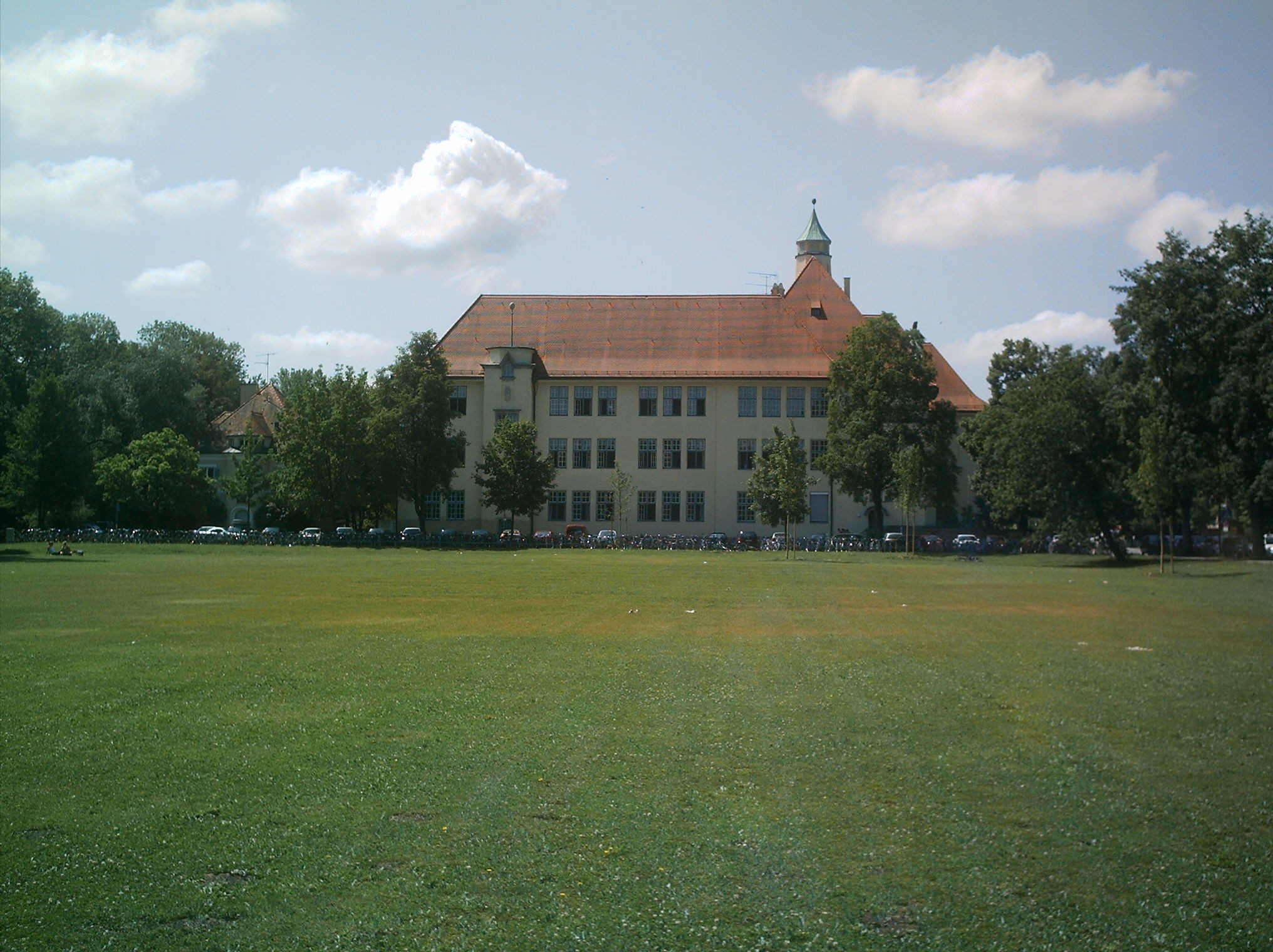
Das Karlsgymnasium Pasing mit angrenzendem Kinderhort, von Norden aus gesehen

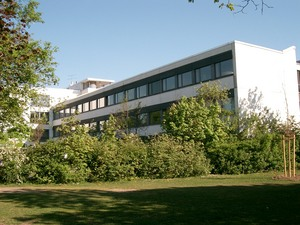
Das Bertolt-Brecht-Gymnasium

Pasing wird oft als Schulstadt beziehungsweise Schulstadtteil bezeichnet, da hier überdurchschnittlich viele Bildungseinrichtungen – vor allem Gymnasien und weiterführende Hochschulen – vorhanden sind:
- Kermess Schulen[9]
- Samuel-Heinicke-Schulen des SchulCentrums Augustinum in der Dachstraße,
mit Samuel-Heinicke-Realschule, Fachoberschule und Evangelischem Studienheim
- Grundschule an der Bäckerstraße
- Grundschule an der Oselstraße
- Grundschule am Schererplatz
- Sonderpädagogisches Förderzentrum München-West, Schererplatz 3
- Grund- und Hauptschule an der Peslmüllerstraße, seit Sept. 2011: Mittelschule an der Peslmüllerstraße
- bilinguale Jan-Amos-Comenius-Grundschule der Münchner Schulstiftung -Ernst v. Borries-
- Anne-Frank-Realschule
- Karlsgymnasium München-Pasing
- Max-Planck-Gymnasium
- Elsa-Brändström-Gymnasium
- Städtisches Bertolt-Brecht-Gymnasium
- Staatliche Wirtschaftsschule München
- Münchner Volkshochschule, Stadtbereichszentrum West, Bäckerstraße 14
- Fakultäten der Hochschule München: Betriebswirtschaft, Sozialwesen und Tourismus
- Staatsinstitut für die Ausbildung von Fachlehrern Abteilung II
- Evangelische Friedrich-Oberlin Fachoberschule
- Grundschule an der Hermine-von-Parish-Str.

## Sehenswürdigkeiten
- Pfarrkirche Maria Schutz
- Pfarrkirche Mariä Geburt

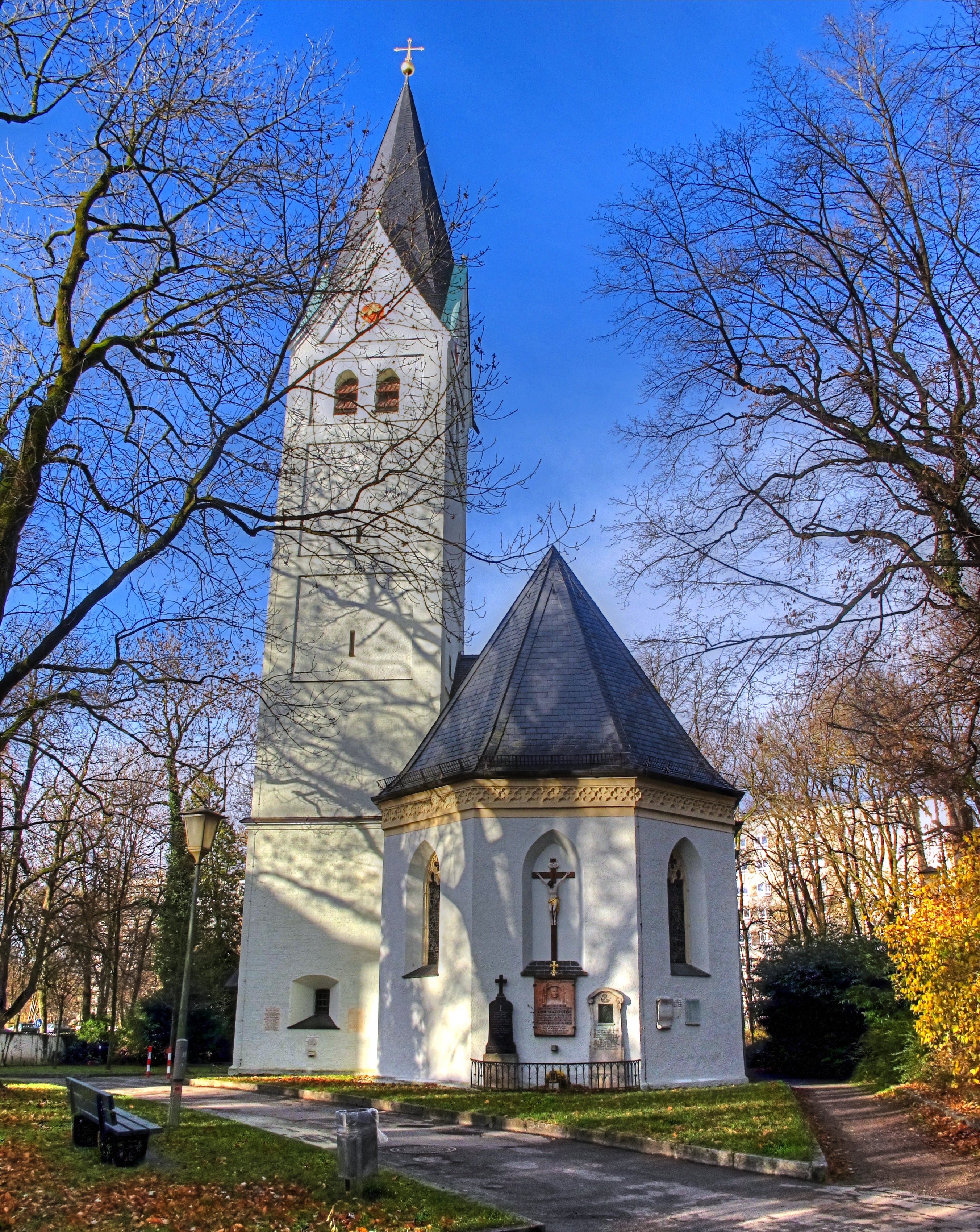
Kirche Maria Geburt

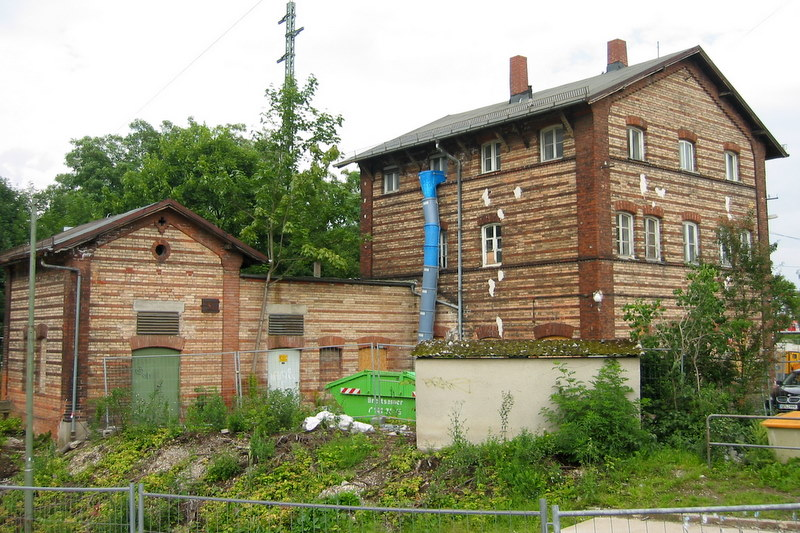
Alter Pasinger Bahnhof, Zustand 2008

- Alter Pasinger Bahnhof von Friedrich BürkleinAlter Pasinger Bahnhof, Zustand 2008, Empfangsgebäude des Pasinger Bahnhofs
- Pasinger Mariensäule, Pasinger Marienplatz
- Kellergewölbe der ehemaligen Pasinger Burg auf der Insel im Institutsgarten
- Bismarckbrunnen, Wensauer Platz
- Schloss Gatterburg
- Pasinger Moschee

### Baudenkmäler
- siehe dazu Liste der Baudenkmäler in München/Pasing

### Grünflächen
- Würm, Würm-Grünzug mit Pasinger Stadtpark
- Würm-Kanalsystem von Pasing zum Schlosspark Nymphenburg, Pasing-Nymphenburger Kanal
- Pasinger Stadtpark
- Park am Durchblick bei Schloss Blutenburg
- Münchner Grüngürtel

## Wichtige Veranstaltungen und Wochenmärkte
- Pasinger Viktualienmarkt
- Pasinger Christkindl-Markt

## Persönlichkeiten

### Söhne und Töchter
- Maximilian Thomas von Aicher (1753–1831), königlich bayerischer Generalmajor
- Lina Meittinger (1856–1928), Schauspielerin und Soubrette
- Fritz Steinmetz-Noris (1860–1923), Maler
- Simon Schneider (1886–1971), Zitherspieler und Gitarrist in München, Hannover und Buenos Aires[10]
- Heinrich F. S. Bachmair, Pseudonym Jacobus Fellgiebel (1889–1960), Verleger, Dichter und Erzähler
- Heinrich Müller (1896–1945), Jurist, Verwaltungsbeamter und Politiker (NSDAP)
- Georg Lorenz (1897–1958), Journalist
- Carl Müller (1903–1990), Schweizer Gynäkologe
- Oskar Nattermann (1905–1968), Jurist, Landrat und Regierungsdirektor
- Hans Osel (1907–1996), Bildhauer
- Ernst von Khuon (1915–1997), Rundfunk- und Fernsehjournalist sowie Autor von Sachbüchern und Romanen
- Gisela von Poellnitz (1911–1939), Journalistin und Widerstandskämpferin
- Wolfram Hausmann (1922–2006), Geograph und Hammerwerfer
- Dieter Albrecht (1927–1999), Historiker
- Josef Wahl (1936–2020), Maler
- Wolfgang Lauter (* 1946), Grafik-Designer, Fotograf, Künstler und Musiker
- Udo Wachtveitl (* 1958), Schauspieler und Regisseur[11]
- Albert Eckert (* 1960), Bürgerrechtler und Politiker
- Rabe Habdank (* 1965), Kunstmaler
- Shandra Schadt (* 1982), Synchronsprecherin und Schauspielerin
- Felix Neureuther (* 1984), Skirennläufer
- Tobias Strobl (* 1990), Fußballspieler

### Verbundene Personen
- Otto Julius Bierbaum (1865–1910), Poet und Schriftsteller, lebte 1905–1908 in Pasing
- Alois Brummer (1926–1984), Sexfilmproduzent und Regisseur, lebte, arbeitete und starb in Pasing
- Michael Ende (1929–1995), Schriftsteller, verbrachte seine Kindheit und Jugend in Pasing
- August Exter (1858–1933), Architekt, konzipierte 1892 die Villensiedlung Kolonie I in Pasing
- Fritz Fenzl (* 1952), Schriftsteller
- Gerhard Frey (1933–2013), rechtsextremer Verleger und Bundesvorsitzender der DVU, lebte in Pasing
- Robert Huber (* 1937), Chemie-Nobelpreisträger (1988), legte 1956 sein Abitur am Karlsgymnasium ab
- Ellis Kaut (1920–2015), Schriftstellerin, Schöpferin des Pumuckl
- Harry Marcus (1880–1976), Anatom und Entomologe, lebte bis 1938 und ab 1954 in Pasing, Verfolgter des NS-Regimes
- Rudolf Mößbauer (1929–2011), Physik-Nobelpreisträger (1961), legte 1948 sein Abitur an der Oberrealschule Pasing ab
- Emil Neuburger (1870–1938), Kaufmann und Magistratsrat in Pasing (SPD), Verfolgter des NS-Regimes.
- Hans Nimmerfall (1872–1934), Pasinger Stadtrat und bayer. Landtagsabgeordneter (SPD), Gründer der Pasinger Baugenossenschaft Sporer-Block, Opfer des NS-Regimes
- Otto Numberger  (1860–1926), Architekt, prägte die Kolonie II und schuf das Feuerhaus sowie das Alte Pasinger Rathaus (Bäckerstr. 14)
- Georg Schuster (1921–2011), Stadtpfarrer von Pasing 1968–2001, maßgeblich an der Wiedererrichtung der Pasinger Mariensäule beteiligt (1980)
- Franz Stenzer (1900–1933), Reichstagsabgeordneter (KPD) 1932, Opfer des NS-Regimes
- Berthold Sterneck (1887–1943), Opernsänger, lebte in Pasing, Opfer des NS-Regimes
- Walther von La Roche (1936–2010), Journalist, lebte in Pasing
- Alois Wunder (1878–1974), einziger Oberbürgermeister der früheren Stadt Pasing